# Peter Lorre
Peter Lorre (László Löwenstein, Rózsahegy, del Imperio austrohúngaro, 26 de junio de 1904 - Hollywood, 23 de marzo de 1964) fue un actor de cine y teatro austríacoestadounidense de origen húngaro.

## Trayectoria
László Löwenstein, judío húngaro, en cuya familia se hablaba yídish y húngaro, estudió en un colegio de habla alemana y posteriormente en Viena cuando su familia se trasladó allí. Por expreso deseo de su padre, buscó trabajo en el ambiente bancario. Tras trabajar un tiempo en este sector, ingresó en el "Teatro de la Improvisación" del psiquiatra Jacob Levi Moreno, quien cambió su nombre por el de "Peter Lorre". Allí estudió el método de la improvisación, y comenzó su interés por el psicoanálisis, que no abandonó nunca y se hizo patente en su única película como director, Der Verlorene.
Posteriormente actuó en el teatro Lobe, en el Thalia Theater en Breslau, en el Züricher Schauspielhaus, de 1926 a 1927 en el Kammerspiele y en 1928 en el Karl-Theater de Viena.
En la primavera de 1929 Bertolt Brecht lo contrató para el papel de Fabián en Pioneros en Ingolstadt de Marieluise Fleisser, en un teatro de Berlín. Allí y en el Volksbühne interpretó obras como La muerte de Dantón, de Georg Büchner, o El despertar de la primavera, de Frank Wedekind. Poco a poco se fue haciendo un nombre en la escena berlinesa.
Fue precisamente en el teatro donde lo descubrió Fritz Lang, dándole el papel que lo lanzó a la fama en M, el vampiro de Düsseldorf (1931), donde realizó la interpretación, ya clásica, de un psicópata asesino de niñas. 
El historiador cinematográfico Fernando Méndez-Leite, en su obra Fritz Lang, cuenta que Lang se presentó en su camerino del teatro para felicitarle por su trabajo en escena, y proponerle el papel de protagonista de la película, con la sola condición de que no participase en ningún otro filme sonoro, la cual, naturalmente, fue aceptada por Lorre. 
En cualquier caso, Lorre interpretó su papel en M, el vampiro de Düsseldorf con poco entusiasmo —según Méndez-Leite. Las disputas con Lang eran continuas, puesto que Lorre consideraba que su papel en una obra de Brecht era mucho más importante que en el cine, del cual desconfiaba, al igual que otras personalidades del teatro de aquella época. Sin embargo, poco tuvo que esperar para salir de su error: M, el vampiro de Düsseldorf fue un éxito y la obra que por aquel entonces interpretaba Lorre en el teatro, un rotundo fracaso. 
Lotte H. Eisner destaca Der Verlorene (El hombre perdido, 1951) entre las pocas películas alemanas que intentaron recoger las ideas del cine expresionista.

### Exilio

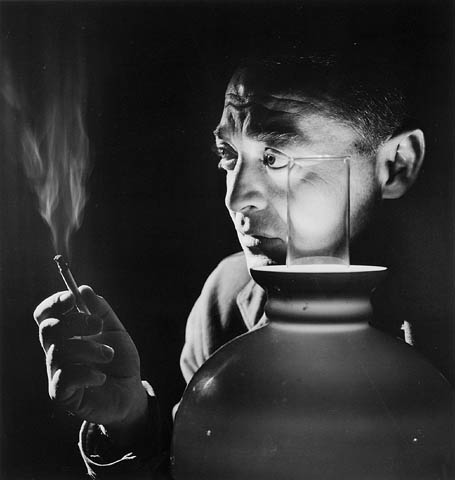
Lorre en 1946, fotografía de Yousuf Karsh

Debido a su origen judío, huyó de Alemania tras las elecciones de 1933, que dieron el triunfo a los nazis, y viajó primero a París y luego a Londres, donde llegó su siguiente éxito de la mano de Alfred Hitchcock, del que se hizo amigo personal. Participó en la primera versión que hizo el director de El hombre que sabía demasiado, en 1934, rodada en inglés, a pesar de las limitaciones de Lorre con este idioma. 
Durante el rodaje de El hombre que sabía demasiado conoció a la actriz Celia Lovsky, con quien se casó.
Mientras, en la Alemania nazi, el régimen utilizó su imagen promocional de M, el vampiro de Düsseldorf, para un cartel de propaganda incitando al odio antisemita. 
Tuvo sus primeros escarceos en Hollywood, donde interpretó una serie de películas muy populares, las de Mr. Moto, un detective japonés que resolvía misterios en el exótico Oriente, basadas en las novelas del escritor John P. Marquand. 
En julio de 1934 fue contratado por la productora Columbia Pictures para interpretar al científico loco en el filme Las manos de Orlac (1935), pero se pasó a la productora 20th Century Fox porque se sintió encasillado en sus roles, sentimiento que le persiguió durante toda su carrera como actor. Su peculiar físico, de corta estatura y enormes ojos saltones, era un arma de doble filo, y tampoco logró sentirse cómodo con los personajes que había de interpretar para la 20th Century Fox. Al terminar con esta última trabajó durante un tiempo sin contrato fijo.
En 1939 emigró definitivamente a Estados Unidos junto al director austríaco Billy Wilder y se convirtió en actor de reparto de la productora Warner Bros., haciéndose famoso por sus apariciones en El halcón maltés (1941), como Joel Cairo y en Casablanca, donde interpretó al malhadado Ugarte, personaje clave en la trama. En el año 1941 se nacionalizó estadounidense.
Divorciado de Celia Lovksy en 1945, se casó con Kaaren Verne, de quien se divorció en 1950.
Desde ese año, su relación con Bertolt Brecht —quien se había exiliado en los Estados Unidos— se hizo más estrecha. El dramaturgo alemán, que conocía muy bien sus posibilidades desde los comienzos berlineses del actor, escribió varios borradores de guion para él, pero los socios de Lorre en la productora Lorre Incorporated los rechazaron. La productora se hundió  definitivamente en 1949 y en junio de ese año Lorre regresó a Europa para trabajar en campos de refugiados, leer textos literarios en diversas giras por el Reino Unido y Alemania, y realizar otra de sus interpretaciones magistrales: el personaje principal de Der Verlorene o El desaparecido (rodada entre 1950 y 1951). El desaparecido es su única película como director, amén de coautor del guion.
La suerte no pareció acompañarle. La película resultó un fracaso y regresó a Estados Unidos con Annemarie Brenning, con quien se casó en 1953, y con quien tuvo su única hija, Catharine. Debió volver al teatro por un tiempo, hasta que las productoras se acordaron de él. 
Años más tarde la crítica reconoció  la originalidad y el valor de Der Verlorene. En esta película se puede seguir el rastro de la influencia de ese cine alemán de entreguerras, durante la República de Weimar, a cuyo prestigio contribuyó. Y, en especial, la influencia de quien le lanzó al estrellato, Fritz Lang, casi tan poco afortunado como él tras su regreso a Alemania. 
Siempre ligado a las producciones de la Warner Bros., Lorre se convirtió en una personalidad muy popular en los Estados Unidos de las décadas de 1950 y 1960, donde surgieron incluso imitadores de su marcado acento alemán y su entonación grimosa y aguda. Los dibujantes de la Warner Bros. crearon una caricatura-personaje inspirado en su peculiar fisonomía que protagonizó algunas películas animadas junto a Bugs Bunny. Junto a otros actores clásicos de filmes de terror como Vincent Price y Basil Rathbone participó en Tales of Terror (1962), película basada en relatos de Edgar Allan Poe, dirigida por Roger Corman.
Otros filmes suyos muy populares fueron Arsénico por compasión (1944), 20.000 leguas de viaje submarino (1954) y La vuelta al mundo en ochenta días (1956). Su última película fue The Patsy (1964), una comedia de Jerry Lewis.
Murió el 23 de marzo de 1964, en Hollywood, de un accidente cerebrovascular a los 59 años de edad. Tiene una estrella en el Paseo de la Fama de Hollywood, en el 6619 de Hollywood Boulevard.

## Filmografía (lista no exhaustiva)

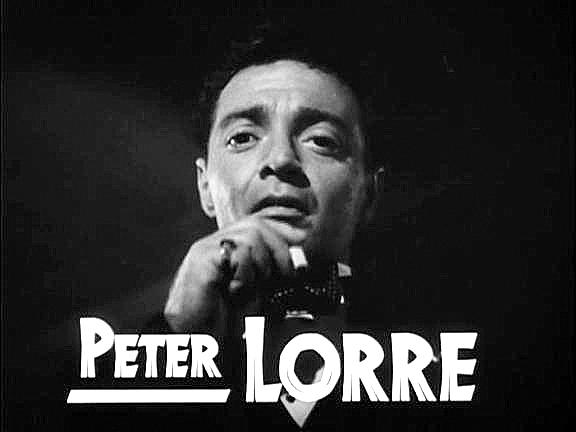
Peter Lorre en el tráiler de El halcón maltés.

- M, el vampiro de Düsseldorf (M, 1931), dirigida por Fritz Lang
- El hombre que sabía demasiado (The Man Who Knew Too Much, 1934), de Alfred Hitchcock
- Las manos de Orlac  (Mad Love, 1935), de Robert Wiene
- Crimen y Castigo (Crime and Punishment, 1935), de Josef von Sternberg
- Crack Up, 1936, de Malcolm St. Clair
- Extraño cargamento (Strange Cargo, 1940), de Frank Borzage
- El extraño del tercer piso (Stranger on the Third Floor, 1940), de Boris Ingster
- El castillo de los misterios (You'll Find Out, 1940), de David Butler
- La máscara de fuego (The Face Behind the Mask, 1941), de Robert Florey
- El halcón maltés (The Maltese Falcon, 1941), de John Huston
- Casablanca (1942), de Michael Curtiz
- Pasaje para Marsella (Passage to Marseille, 1944), de Michael Curtiz
- Arsénico por compasión (Arsenic and Old Lace, 1944), de Frank Capra
- La máscara de Dimitrios (The Mask of Dimitrios, 1944), de Jean Negulesco
- Tres extraños (Three Strangers, 1946), de Jean Negulesco
- Ángel negro (Black Angel, 1946), de Roy William Neill
- El veredicto (The Verdict, 1946), de Don Siegel
- Acosados (The Chase, 1946), de Arthur Ripley
- La bestia con cinco dedos (The Beast with Five Fingers, 1946), de Robert Florey
- Casbah (1948), de John Berry
- El hombre perdido (Der Verlorene, 1951), de Peter Lorre
- 20000 leguas de viaje submarino (20,000 Leagues Under the Sea, 1954), de Richard Fleischer
- La burla del diablo (Beat the Devil, 1954), de John Houston
- La vuelta al mundo en ochenta días (Around the World in Eighty Days, 1956), de Michael Anderson
- La bella de Moscú (Silk Stockings, 1957), de Rouben Mamoulian
- Viaje al fondo del mar (Voyage to the Bottom of the Sea, 1961), de Irwin Allen
- Historias de terror (Tales of Terror, 1962), de Roger Corman
- Cinco semanas en globo (Five Weeks in a Balloon, 1962), de Irwin Allen
- La comedia de los terrores (The Comedy of Terrors, 1963), de Jacques Tourneur
- El cuervo (The Raven, 1963), de Roger Corman
- The Patsy (1964), de Jerry Lewis